# Attack of the Cybermen
Attack of the Cybermen (L'Attaque des Cybermans) est le cent-trente-septième épisode de la première série de la série télévisée britannique de science-fiction Doctor Who. Originellement diffusé sur la chaîne BBC One en deux parties le 5 et le 12 janvier 1985, cet épisode débute la 22e saison de la série.

## Accroche
Le Docteur découvre un étrange signal de détresse d'origine extra-terrestre venant de Londres en 1985. Enquêtant avec Peri, il se retrouve sur la piste de Cybermen venus du futur qui projettent de détruire la Terre afin d'empêcher la destruction de leur monde natal, Mondas. Il rencontre aussi un mercenaire qu'il a rencontré par le passé.

## Distribution
- Colin Baker — Le Docteur
- Nicola Bryant —  Peri Brown
- Maurice Colbourne — Lytton
- Brian Glover — Griffiths
- Terry Molloy — Russell
- James Beckett — Payne
- Jonathan David — Stratton
- Michael Attwell — Bates
- Stephen Churchett — Bill
- Stephen Wale — David
- Sarah Berger — Rost
- Esther Freud — Threst
- Sarah Greene — Varne
- Faith Brown — Flast
- David Banks — Cyber Leader
- Michael Kilgarriff — Cyber Controller
- Brian Orrell — Cyber Lieutenant
- John Ainley — Cyberman

## Résumé
Alors que dans les égouts de Londres deux travailleurs sont attaqués par une force invisible, le Docteur tente de réparer le circuit caméléon de son TARDIS afin que son vaisseau prenne une autre forme que celle de la cabine de téléphone qu'il utilise habituellement. Ces changements provoquent des remous et le Docteur pose son vaisseau dans le Londres de l'année 1985 pendant que la Comète de Halley traverse le ciel. Le Docteur explique qu'il a entendu un signal de détresse venant d'un vaisseau extra-terrestre basé sur Terre. Celui-ci vient de l'ex-mercenaire Lytton, qui a travaillé autrefois pour les Daleks. Il amène plusieurs de ses collaborateurs dans les égouts leur faisant miroiter le moyen de voler des diamants conservés dans la Banque d'Angleterre. En réalité, celui-ci tente de prendre contact avec des Cybermen qui effectuent des opérations souterraines. Tandis que l'un de ses collaborateurs, Russell, réussit à s'enfuir, Lytton offre les autres aux Cybermen afin qu'ils puissent être convertis.
Ayant atterri dans une décharge, le Docteur poursuit sa recherche vers le signal de détresse tandis que le TARDIS prend la forme d'un orgue. À l'entrée des égouts, lui et Peri tombent sur des sbires policiers sous le contrôle de Lytton et réussissent à les neutraliser. Ils tombent sur Russell et celui-ci leur révèle qu'il est un policier chargé d'enquêter sur les agissements de Lytton. Pendant ce temps, sur Telos, la planète où se trouve le commandement des Cybermen, deux esclaves, Bates et Stratton parviennent à décapiter un Cyberman. Ils espèrent pouvoir se déguiser en lui afin d'atteindre le Cyber-Control où se trouve leur vaisseau permettant de voyager dans le temps. 
Alors que le Docteur, Peri et Russell reviennent au TARDIS, ils se retrouvent pris en embuscade par des Cybermen qui semblent avoir investi le vaisseau. Russell se fait tuer. Le Docteur menace d'auto-détruire son TARDIS à condition que l'on relâche Peri. Il est forcé d'emmener le TARDIS sur Telos dans le futur, tandis qu'il se retrouve enfermé avec Peri, Lytton et Griffiths, un de ses hommes de mains. Durant le voyage, ils parlent de Telos, une planète autrefois habitée par les Cryons qui fut colonisée par les Cybermen afin d'abriter les cocons de Cybermen cryogénisés. Le Docteur comprend que les Cybermen souhaitent la technologie de voyage dans le temps afin d'empêcher leur planète natale, Mondas, de s'écraser sur Terre.
Arrivés sur Telos, tous réussissent à s'enfuir. Poursuivis par les Cybermen, ils sont sauvés, chacun de leur côtés par les Cryons. Il s'avère que Lytton travaillait pour eux depuis le début en échange de cristaux, communs chez eux. Lui et Griffiths retrouvent la trace de Bates et Stratton tandis que le Docteur se retrouve en captivité avec Flast, la cheffe des Cryons. Le Docteur réalise que ceux-ci souhaitent détruire la Terre en 1986 afin d'empêcher l'expansion des Cybermen mais que le Docteur se trouve avoir été au centre de ce conflit autrefois (dans l'épisode « The Tenth Planet. ») Le Docteur parvient à s'enfuir avec Flast, mais celle-ci est tuée par un Cyberman. Lytton et ses acolytes sont retrouvés par les Cybermen et capturés afin d'être convertis en Cybermen. 
Le Docteur réussi à récupérer le TARDIS et apprend des Cryons que Lytton travaillait pour eux. Lytton, en état intermédiaire de conversion parvient à détruire le Controller des Cybermen avant de mourir à son tour. Le Docteur et Peri parviennent à s'enfuir dans un TARDIS ayant repris la forme d'une cabine de police, tandis que les installations de la planète Telos explosent. 

### Continuité
- L'action reprend immédiatement après la fin de l'épisode précédent, Peri demandant que le Docteur se repose après les événements de Jaconda.
- On revoit le personnage du mercenaire Lytton apparu dans « Resurrection of the Daleks. »
- Le Docteur est surpris de voir que le TARDIS a atterri dans la décharge des Foreman, la même que celle dans laquelle il se trouvait au début de « An Unearthly Child. »
- Le Docteur est aperçu avec une lance sonique, montrant la première réapparition d'un outil sonique depuis la disparition du tournevis sonique trois ans plus tôt dans l'épisode « The Visitation. »
- Peri affirme que le Docteur l'a appelé par différent noms comme Tegan, Zoe, Susan voire Jamie et l'a confondue avec la "Terrible Zodin." Il y a une référence à ce personnage dans « The Five Doctors » et celle-ci est mentionnée par Martha Jones sur son blog dans son faux site Myspace.
- L'épisode renvoie à deux épisodes célèbres mettant en scène les Cybermen dans les années 1960 « The Tenth Planet » et « The Tomb of the Cybermen » en tentant d'en corriger les incohérences. On trouve ainsi la planète natale de ceux-ci, Mondas en expliquant pourquoi celle-ci risque de rentrer en collision avec la Terre. On trouve aussi Telos, une planète utilisée comme ruche. Le Cyber-controller y refait son apparition.
- C'est l'un des rares épisodes où le circuit caméléon du TARDIS fonctionne de nouveau.
- Le fait qu'il y ait une bataille rangée à l'intérieur du TARDIS contrevient à l'idée de "grâce temporelle" énoncée par le Docteur dans l'épisode « The Hand of Fear. » Celui-ci avoue dans l'épisode de 2011 « Allons tuer Hitler » que cela n'était qu'un mensonge destiné à garder en respect ses opposants.

## Production

### Écriture
Le succès du retour des Cybermen dans l'épisode « Earthshock » en 1982 a poussé la production de la série à les mettre en scène dans l'épisode d'ouverture de la vingt-deuxième saison de la série. Le script-éditor (responsable des scénarios) Eric Saward souhaite un temps scénariser cet épisode mais est obligé de se rétracter au profit de « Revelation of the Daleks » et se tourne vers Ian Levine. Celui-ci, alors D.J. et producteur de musique est un grand fan de la série. Ayant souvent eu accès aux archives, il est bien connu de la production pour être conseiller non officiel sur la continuité de la série. Désireux de s'inspirer des épisodes des années 1960, il entame en 1983 avec l'aide de Saward le brouillon de “Return To Telos” ("Retour à Telos") un épisode ayant ses racines des épisodes « The Tenth Planet » et « The Tomb of the Cybermen. »
Saward décide de rajouter dans l'épisode ses propres créations comme le mercenaire Lytton qui avait disparu à la fin de « Resurrection of the Daleks » ainsi que les Cryons, une race d'extra-terrestres ayant chacun leur propre personnalité.  L'idée de réparer le circuit caméléon fut introduit par le producteur John Nathan-Turner à des fins promotionnelles, sachant que la presse parlerait de la série si le vaisseau du Docteur n'avait plus sa forme traditionnelle. Cette idée ne fut jamais développée plus loin que cet épisode.
Pour des raisons de droit avec la guilde des scénaristes, ni Eric Saward, ni Ian Levine n'avaient le droit de rédiger cet épisode et Saward se tourne vers une ancienne petite amie, une rédactrice nommée Paula Woolsey. Celle-ci l'avait aidé aussi pour l'écriture de l'épisode « The Visitation » et fut engagée le 10 janvier 1984 pour écrire le script de l'épisode alors intitulé “Cold War” ("Guerre Froide") Son implication dans l'écriture du scénario est sujet à débat : selon Eric Saward elle a participé à l'écriture de l'épisode et à la trame globale, selon Ian Levine, l'épisode a été entièrement été écrit par Eric Saward sur la base de ses idées. Les deux parties furent commandées en format de 45 minutes afin de moderniser la série.
Au cours du printemps 1984, l'épisode est remanié une nouvelle fois avec la collaboration du réalisateur Matthew Robinson, afin de rendre la seconde partie beaucoup plus simple. À l'origine les Cryon vivaient à l'intérieur de la Comète de Halley et le but de Lytton était d'amener les Cybermen là bas pour qu'ils s'y retrouvent piégés. De plus, ayant appris qu'une partie des scènes sur Telos pourraient se passer à l'extérieur, Saward inclut les personnages de Stratton et Bates. Il accentue aussi le rôle du personnage de Griffiths. Afin de pallier le manque de personnage féminin, Robinson va décider de n'engager que des femmes pour les Cryons. L'épisode prend son titre final de "Attack Of The Cybermen" et le scénariste "officiel" de l'épisode est alors crédité sous le pseudonyme de "Paula Moore."

### Casting
- À la suite de la blessure de l'acteur qui devait jouer initialement Strattion, Jonathan David pris le rôle. Celui-ci ayant été engagé à la base pour jouer le Cyber Lieutenant fut remplacé par Brian Orrell qui lui-même avait été engagé pour jouer un simple Cyberman qui fut joué par John Ainley.
- L'ex-actrice érotique Koo Stark devait interpréter le rôle de Varne. Une photo d'elle sur le tournage avait même fuité dans la presse le 12 juin. Elle fut remplacée par Sarah Greene à cause d'une dispute sur son contrat.
- Michael Kilgarriff avait aussi joué le rôle du Cyber-Controler dans « The Tomb of the Cybermen » dix-huit ans auparavant.
- Terry Moloy a aussi joué  le rôle de Davros dans « Resurrection of the Daleks »

### Tournage
Le réalisateur choisi à l'origine pour tourner l'épisode était Pennant Roberts, mais celui-ci s'est finalement fait remplacer par Matthew Robinson, un nouveau réalisateur qui avait déjà tourné Resurrection of the Daleks durant la saison précédente. C'est le dernier travail qu'il effectuera pour la série.
Le tournage débuta par les scènes en extérieurs, filmées le 29 mai 1984 dans différents lieux de Londres. La scène où le gang de Lytton reconnaît le marchand de diamant fut filmée à l'extérieur du Pub de Dartmouth Castle, tandis que son local est en réalité les bureaux de United International Pictures à Londres. La décharge dans laquelle se pose le TARDIS était une véritable décharge et la séquence où le Docteur retrace le signal fut tournée sur Davis Road. Les 30 et 31 mai eut lieu le tournage à la surface de Talos. Afin de maintenir une sorte de continuité avec "The Tomb of the Cybermen", il eut lieu dans la même carrière de sable, celle de Gerrards Cross Sand & Ballast Company à Wapsey Wood dans le Buckinghamshire. Afin de montrer l'hostilité de la surface de Telos, les Cybermen devaient porter des combinaisons, mais celles-ci jugées trop ridicules, furent abandonnées. L'équipe revint à Londres le 1er juin au Cameron Scrap Merchant qui servit de garage pour le gang de Lytton. Le tournage des maquettes fut complété les 7 et 8 juin au BBC Model Stage.
La première session de tournage eut lieu du 21 au 22 juin 1984 au studio 6 du centre télévisuel de la BBC et concernait les scènes dans la base terrienne des Cybermen, dans les égouts et le TARDIS. La seconde session de tournage eut lieu du 6 au 8 juillet pour les scènes se situant sur Telos. Ian Levine fut déçu du nouveau design des chambres dans lesquelles les Cybermen dorment.

## Diffusion et Réception
| Épisode                                                                                          | Date de diffusion | Durée | Téléspectateurs en millions | Archives            |
| ------------------------------------------------------------------------------------------------ | ----------------- | ----- | --------------------------- | ------------------- |
| Épisode 1                                                                                        | 5 janvier 1985    | 44:17 | 8,9                         | Bandes couleurs PAL |
| Épisode 2                                                                                        | 12 janvier 1985   | 44:29 | 7,2                         | Bandes couleurs PAL |
| Diffusé en deux parties le 5 et le 12 janvier 1985, l'épisode fit un assez bon score d'audience. |                   |       |                             |                     |

Afin de moderniser la série, les épisodes furent diffusées sous format de 45 minutes tous les samedis. C'est la première fois que la série changeait de format de longueur d'épisode sur une saison depuis sa naissance en 1963. Pour certaines rediffusions à l'étranger cet épisode a été redécoupé en quatre parties.

### Critiques
L'épisode fut l'un des premiers à être critiqué cette saison par les fans pour son utilisation de la violence. En 1985 le président du fan club australien de Doctor Who critiquera la façon dont est filmé la mort de Lytton par étranglement, estimant que c'est de la "violence gratuite." Dans Doctor Who : The Television Companion (1998) , la scène est aussi critiquée pour son côté gratuit et "inutilement méchant et gore." S'ils apprécient la direction de Matthew Robinson, il considère que l'histoire est "superficielle et ne passe pas l'examen d'un second visionnage" la qualifiant "d'une des histoires les moins originales de la série." Ils estiment qu'en cherchant à plaire au fan, les scénaristes n'ont fait que rendre l'histoire encore plus confuse. Dans le livre Doctor Who : The Discontinuity Guide (1995), Paul Cornell, Martin Day, et Keith Topping qualifient l'épisode comme étant la pire histoire mettant en scène les Cybermen et détruisant "The Tomb of the Cybermen." Ils critiquent aussi sa violence.
En 2012, Patrick Mulkern de Radio Times raconte avoir assisté au tournage d'une scène de l'épisode et parle des coulisses. Il note l'épisode 2 étoiles sur 5 et trouve que si Colin Baker s'en sort bien et reste très fun, il espère secrètement à chaque visionnage que Peri se fasse tuer, se désolant que Nicola Bryant soit filmée comme "un sac de viande." 

## Novélisation
L'épisode fut romancé par Eric Saward et publié en avril 1989 avec une couverture de Colin Howard. Il porte le numéro 138 de la collection Doctor Who des éditions Target Books. Ce roman n'a jamais connu de traduction à ce jour.

## Éditions commerciales
L'épisode n'a jamais été édité en français, mais a connu plusieurs éditions au Royaume-Uni et dans les pays anglophones.
- L'épisode est sorti en VHS en novembre 2000 avec « The Tenth Planet » dans un coffret nommé "Doctor Who: The Cybermen Box Set." Il fut disponible à la vente solitaire en 2001.
- L'épisode fut édité en DVD le 16 mars 2009. L'édition contient les commentaires audios de Colin Baker, Nicola Bryant, Terry Molloy et Sarah Berger ainsi qu'un making-of, des interviews des participants à l'équipe de production comme Eric Saward, Matthew Robinson ou le caméraman Godfrey Johnson et d'autres bonus. Cet épisode fut réédité dans le cadre des Doctor Who DVD Files le 22 février 2012.